# Le Mesnil-Patry
Pour les articles homonymes, voir Mesnil et Patry.
Le Mesnil-Patry est une ancienne commune française, située dans le département du Calvados en région Normandie, peuplée de 394 habitants.

## Géographie
Le Mesnil-Patry est une commune du Calvados située à 6 kilomètres de Tilly-sur-Seulles et 14 kilomètres de Caen.

## Toponymie
Patry est un patronyme : les Patry étaient compagnons d'armes de Guillaume le Conquérant.

## Histoire
Le village est libéré le 25 juin 1944 par les soldats britanniques et canadiens lors de l'opération Epsom.

## Politique et administration
| Période                                  | Période   | Identité        | Étiquette | Qualité |
| ---------------------------------------- | --------- | --------------- | --------- | ------- |
| 1989                                     | mars 1995 | André Jolivel   | SE        |         |
| 1995                                     | mars 2008 | Roger Alexandre | SE        |         |
| mars 2008                                | En cours  | Wilfried Kopec  | SE        |         |
| Les données manquantes sont à compléter. |           |                 |           |         |

## Démographie
L'évolution du nombre d'habitants est connue à travers les recensements de la population effectués dans la commune depuis 1793. À partir du 1er janvier 2009, les populations légales des communes sont publiées annuellement dans le cadre d'un recensement qui repose désormais sur une collecte d'information annuelle, concernant successivement tous les territoires communaux au cours d'une période de cinq ans. 
Pour les communes de moins de 10 000 habitants, une enquête de recensement portant sur toute la population est réalisée tous les cinq ans, les populations légales des années intermédiaires étant quant à elles estimées par interpolation ou extrapolation. Pour la commune, le premier recensement exhaustif entrant dans le cadre du nouveau dispositif a été réalisé en 2008,.
En 2021, la commune comptait 394 habitants, en évolution de +30,46 % par rapport à 2015 (Calvados : +1,58 %, France hors Mayotte : +2,49 %).
| 1793 | 1800 | 1806 | 1821 | 1831 | 1836 | 1841 | 1846 | 1851 |
| ---- | ---- | ---- | ---- | ---- | ---- | ---- | ---- | ---- |
| 287  | 237  | 330  | 298  | 296  | 306  | 280  | 311  | 336  |

| 1856 | 1861 | 1866 | 1872 | 1876 | 1881 | 1886 | 1891 | 1896 |
| ---- | ---- | ---- | ---- | ---- | ---- | ---- | ---- | ---- |
| 294  | 276  | 264  | 248  | 232  | 230  | 215  | 193  | 179  |

| 1901 | 1906 | 1911 | 1921 | 1926 | 1931 | 1936 | 1946 | 1954 |
| ---- | ---- | ---- | ---- | ---- | ---- | ---- | ---- | ---- |
| 173  | 148  | 138  | 121  | 106  | 128  | 123  | 44   | 81   |

| 1962 | 1968 | 1975 | 1982 | 1990 | 1999 | 2008 | 2013 | 2018 |
| ---- | ---- | ---- | ---- | ---- | ---- | ---- | ---- | ---- |
| 107  | 116  | 122  | 102  | 160  | 217  | 284  | 284  | 325  |

| 2019 | - | - | - | - | - | - | - | - |
| ---- | - | - | - | - | - | - | - | - |
| 325  | - | - | - | - | - | - | - | - |

## Lieux et monuments
- Monument à la mémoire des soldats du Queen's Own Rifle - First Hussars.
- Église Saint-Julien.

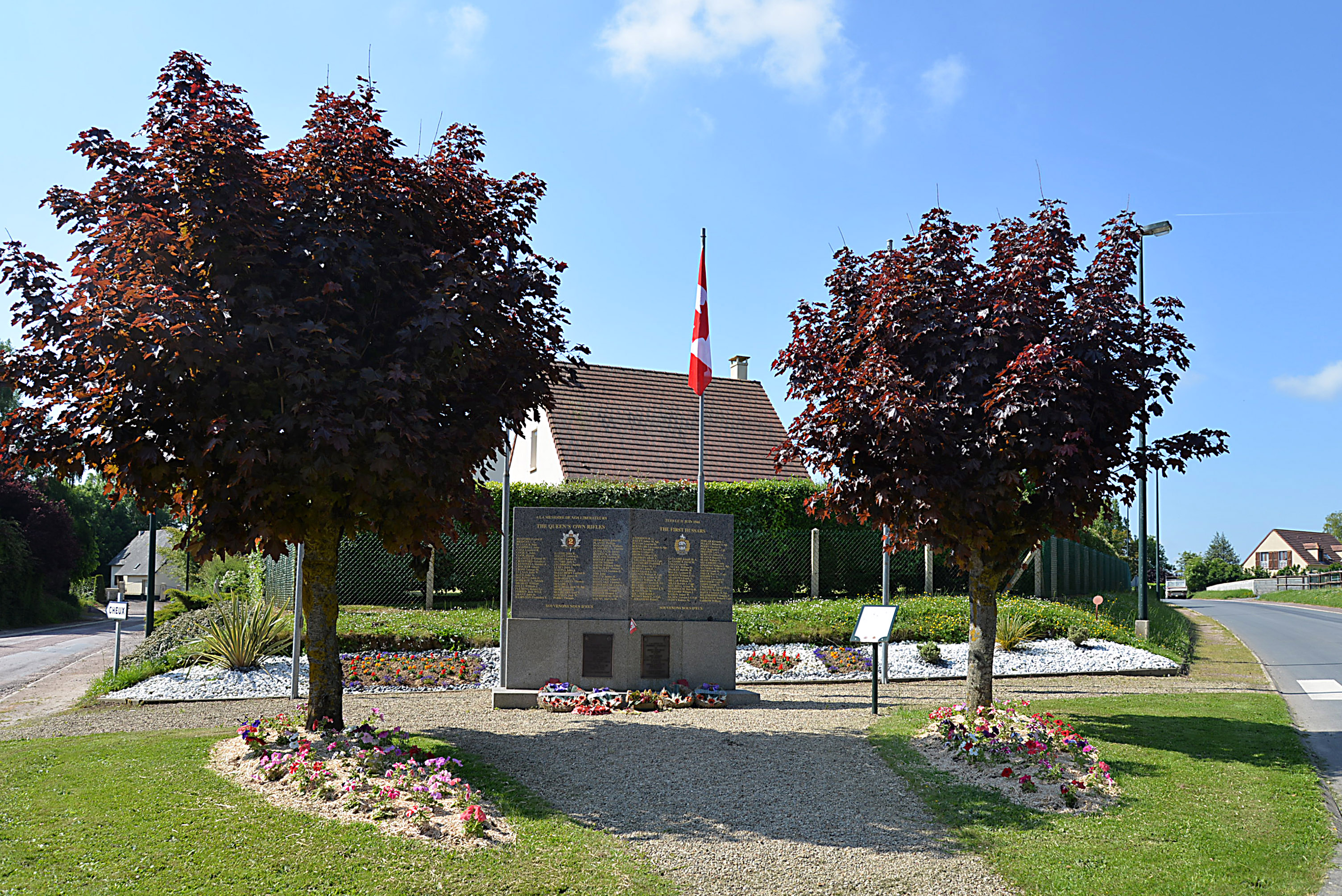
Le monument à la mémoire des soldats du Queen's Own Rifle - First Hussars.
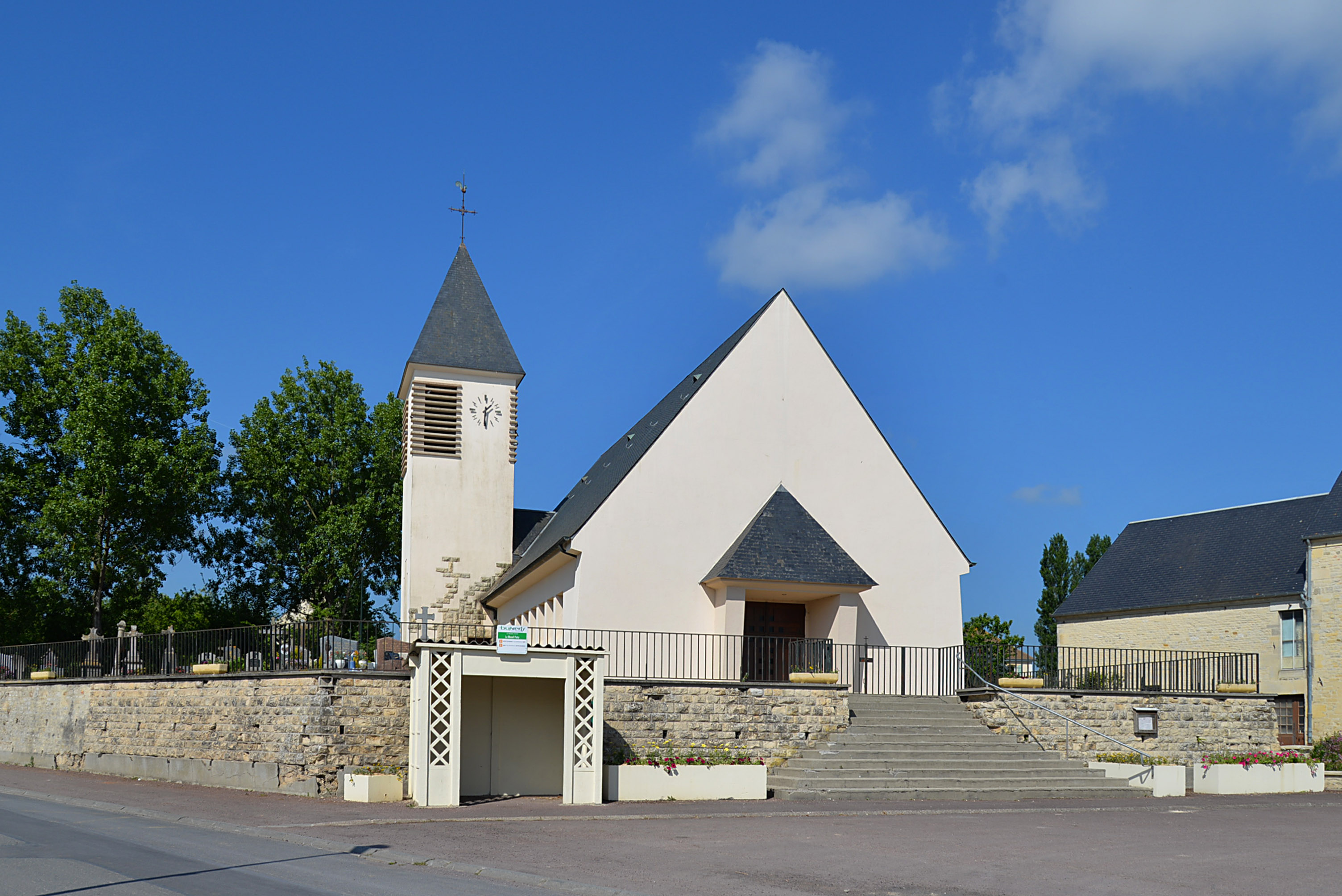
L'église Saint-Julien.